# Żółta Góra (Równina Białogardzka)
Żółta Góra – wzniesienie o wysokości 76,7 m n.p.m. na Równinie Białogardzkiej, położone w woj. zachodniopomorskim, w powiecie koszalińskim, w gminie Manowo.
Od wschodu i północy wzniesienie opływa potok Wyszewka. Ok. 1 km na południowy wschód leży wieś Wyszewo. Ok. 0,7 km na południe od Żółtej Góry znajduje się Jezioro Ludzkie.
Ok. 1,5 km na południowy zachód przebiega droga krajowa nr 11.
Nazwę Żółta Góra wprowadzono urzędowo w 1949 roku, zastępując poprzednią niemiecką nazwę Citronen-Berg.